# Љиљана Раичевић
Љиљана Раичевић (рођена 29. јуна 1947. у Подгорици као Љиљана Петровић) је црногорска активисткиња за људска и женска права. Основала је Сигурну женску кућу у Подгорици, као и Центар за девојке „Ксенија”. Једна је међу оснивачима СОС телефона у Подгорици и Никшићу.
Осам година је била председница синдиката Медицинског завода Црне Горе, десет година одборница у скупштини града, а током једног мандата је била и председница клуба одборника.

## Биографија
Љиљана је рођена у породици Петровић Подгорици, у Црној Гори. Њени родитељи, отац Милован и мајка Љубов, белорускиња из Минска, упознали су се у немачком логору, а после рата су се населили у Подгорици. Љиљана је у свом родном граду завршила основну школу и гимназију. За време средњошколских дана, бавила се атлетиком. Након завршене гимназије, уписала је Факултет историје и географије у Никшићу.
Будућег супруга Андрију Лоца Раичевића, касније заменика министра у министарству спољних послова Црне Горе, је упознала 1966. године док је била матуранткиња. Њен супруг је умро 1994. године, а њих двоје заједно имају троје деце, ћерку Ољу и синове Владимира и Николу.

## Каријера
Љиљана се 1970. године запослила на Медицинском институту у Подгорици, где је радила све до пензионисања 1999. године, а од 1985. до 1989. године била је и председница Синдиката медицинских радника. Поред тога, бавила се и политиком. Бирана је за одборницу у Општинском парламенту испред Либералног савеза Црне Горе у више мандата.
Године 1996. основала је прву женску невладину организацију у Црној Гори, СОС телефон за жртве домаћег насиља, у којој је радила као главни координатор до 1999. године. Године 1999. је основала невладину организацију Сигурна женска кућа, која је прво и за сада једино склониште за жртве породичног насиља у Црној Гори. Године 2001. је у оквиру ове организације отворено још једно склониште намењено жртвама трговине људима.
Раичевићева је поред тога учествовала и у оснивању већег броја других невладиних организација, као што су СОС Никшић, Црногорски женски лоби, Центар за дјевојке Ксенија и Аутономни женски центар.
Године 2001. Љиљана је постала члан одбора Програма за заштиту жртава трафикинга у Црној Гори.
Године 2003. је проглашена за личност године, од стране недељника Време.
Године 2006. је добитница Џињета Саган (Ginetta Sagan) награде за рад на заштити слободе и живота жена и деце у просторима угрожених људских права.